# Известия высших учебных заведений. Радиоэлектроника
«Известия высших учебных заведений. Радиоэлектроника» або «Известия вузов. Радиоэлектроника» (англійська версія журналу Radioelectronics and Communications Systems) — міжнародний щомісячний науково-технічний журнал з серії наукових журналів, що видаються різними вишами. Видається з 1958 року Київським політехнічним інститутом. Виходить 12 разів на рік. Журнал включено до переліку наукових фахових видань ВАК Росії та ВАК України, рекомендованих для публікації основних наукових результатів.

## Вихідні дані
- ISSN 0021-3470 друкована версія, статті мовою оригіналу (російська)
- ISSN 2307-6011 електронна версія, статті мовою оригіналу (російська)
- ISSN 0735-2727 друкована версія, статті англійською мовою (переклад)
- ISSN 1934-8061 електронна версія, статті англійською мовою (переклад)
- КВ № 171 від 01.11.1993 — свідоцтво про державну реєстрацію друкованого засобу масової інформації видано державним комітетом телебачення і радіомовлення України
- КВ № 10692 від 01.12.2005 — свідоцтво про державну реєстрацію друкованого засобу масової інформації видано державним комітетом телебачення і радіомовлення України
- РП № 179 від 10.09.2009 — дозвіл на розповсюдження продукції закордонних періодичних видань на території Росії видано Федеральною службою по надзору у сфері зв'язку, інформаційних технологій і масових комунікацій (Роскомнадзор)

## Індексування
Журнал реферується та індексується в таких міжнародних базах даних: Academic OneFile, Inspec, SCOPUS, РІНЦ, VINITI, Gale, OCLC, SCImago, Summon by Serial Solutions и EI-Compendex.

## Назви
- 1958—1966 рр. «Известия высших учебных заведений Министерства высшего и среднего специального образования СССР. Радиотехника» (Известия вузов МВиССО СССР. Радиотехника)
- 1967—1991 рр. «Известия высших учебных заведений Министерства высшего и среднего специального образования СССР. Радиоэлектроника» (Известия вузов МВиССО СССР. Радиоэлектроника)
- з 1992 р. журнал виходить під назвою «Известия высших учебных заведений. Радиоэлектроника» («Известия вузов. Радиоэлектроника»)

## Історія журналу
| Імпакт-фактор за різними базами | Імпакт-фактор за різними базами | Імпакт-фактор за різними базами | Імпакт-фактор за різними базами | Імпакт-фактор за різними базами | Імпакт-фактор за різними базами | Імпакт-фактор за різними базами | Імпакт-фактор за різними базами | Імпакт-фактор за різними базами | Імпакт-фактор за різними базами | Імпакт-фактор за різними базами |
| ------------------------------- | ------------------------------- | ------------------------------- | ------------------------------- | ------------------------------- | ------------------------------- | ------------------------------- | ------------------------------- | ------------------------------- | ------------------------------- | ------------------------------- |
| Індекс                          | Рік                             | Рік                             | Рік                             | Рік                             | Рік                             | Рік                             | Рік                             | Рік                             | Рік                             | Рік                             |
| Індекс                          | 2009                            | 2010                            | 2011                            | 2012                            | 2013                            | 2014                            | 2015                            | 2016                            | 2017                            | 2018                            |
| РІНЦ                            | 0,182                           | 0,279                           | 0,273                           | 0,249                           | 0,231                           | 0,329                           | 0,215                           | 0,214                           | 0,246                           | -                               |
| SJR                             | 0,163                           | 0,193                           | 0,187                           | 0,196                           | 0,203                           | 0,147                           | 0,165                           | 0,2                             | 0,198                           | 0,205                           |

В 1957 році Міністерством вищої і середньої спеціальної освіти СРСР було створено серію з 22 наукових журналів вищої школи «Известия высших учебных заведений МВиССО СССР» за різними науками. При цьому передбачався міжнародний статус журналів, де мали змогу друкуватися автори СРСР, соціалістичних та капіталістичних країн.
У зв'язку з досягненнями в галузі радіоелектроніки радіотехнічного факультету КПІ, де вперше у світі під керівництвом С. І. Тетельбаума були створені потужні лампи зворотної хвилі безперервної дії, видання журналу «Известия высших учебных заведенный МВиССО СССР. Радиотехника» було доручено КПІ. Відповідальним редактором було призначено проф. С. И. Тетельбаума, а його заступником — доц. Я. К. Трохименко. До редакційної колегії журналу ввійшли видатні вчені, що керували радіотехнічними кафедрами вищих навчальних закладів з великим обсягом наукових розробок. Перший номер журналу вийшов в січні 1958 року.
З 1967 року журнал почав виходити під назвою «Известия вузов МВиССО СССР. Радиоэлектроника», а головним редактором було призначено проф. Я. К. Трохименко.
В 1990 році на колегії МВіССО СРСР журнал було визнано найкращим серед наукових журналів вищої школи СРСР. В цей час журнал видавався накладом 5000 примірників та розповсюджувався в 126 країнах світу. Переклад журналу англійською видається фірмою Faraday Press, Inc. (США), а з No. 1 1977 року фірмою Allerton Press, Inc. (США) під назвою «Radioelectronics and Communications Systems».
Публикація статей в журналі дозволяла авторам претендувати на отримання грантів з фонду Сороса.
В 1992 році засновниками журналу «Известия вузов. Радиоэлектроника» стали Міністерство освіти України і Національний технічний університет України «Київський політехнічний інститут».

## Англомовна версія
Журнал перекладається англійською мовою видавництвом «Allerton Press, Inc.» та видається в Нью-Йорку під назвою «Radioelectronics and Communications Systems».
З 2007 р. друкований та електронний варіанти журналу «Radioelectronics and Communications Systems» розповсюджуються видавництвом Springer

## Основні розділи
| Скорочені назви журналу (рос.)               | Скорочені назви журналу (рос.) |
| -------------------------------------------- | ------------------------------ |
| Известия вузов МВиССО СССР. Радиотехника     | 1958—1966                      |
| Известия вузов МВиССО СССР. Радиоэлектроника | 1967—1991                      |
| Известия вузов. Радиоэлектроника             | з 1992                         |

- Антенно-фідерні пристрої і техніка НВЧ
- Вакуумні та газоразрядні пристрої
- Твердотільна електроніка і інтегральна схемотехника
- Оптичні системи локації, зв'язку та обробки інформації
- Застосування ЕОМ для дослідження та проектування радіоелектронних пристроїв і систем
- Квантова електронна техніка
- Конструювання радіоелектронної апаратури
- Радіолокація і радіонавігація
- Радіотехнічні пристрої та системи
- Теоретичні основи радіотехніки

## Головний редактор
- 1958—1966 рр. — Тетельбаум Семен Ісакович, КПІ, Київ, СРСР
- 1967—2008 рр. — Трохименко Ярослав Карпович, КПІ, Київ, СРСР, Україна
- з 2009 р. — Дубровка Федір Федорович, НТУУ КПІ, Київ, Україна

## Редколегія

### з 2009р.
П. А. Бакулев (МАІ, Москва, Росія), П. Ю. Баранов (ОНПУ, Одеса, Україна), Д. М. Ваврів (РАІ НАНУ, Харків, Україна), Д. И. Воскресенский (МАІ, Москва, Росія), В. І. Гузь (НПО «Квант-радіолокація», Київ, Україна), Т. Достал (ЧТУ, Прага, Чехія), О. О. Дробахін (ДНУ, Дніпропетровськ, Україна), С. Я. Жук (НТУУ КПИ, Київ, Україна), Ю. Ф. Зіньковський (НТУУ КПІ, Київ, Україна), А. А. Кириленко (ИРЭ НАНУ, Харків, Україна), А. В. Кисляковський (зам. головного редактора, НТУУ КПІ, Київ, Україна), А. С. Коротков (СПбДПУ, Санкт-Петербург, Росія), С. М. Літвінцев (відп. секретар, НТУУ КПІ, Київ, Україна), Д. Модельски («Варшавська політехника», Варшава, Польща), В. В. Муравьев (БДУ, Мінськ, Білорусь), В. І. Найденко (НТУУ КПІ, Київ, Україна), В. П. Попов (ТТІ ЮФУ, Таганрог, Росія), В. І. Правда (зам. головного редактора, НТУУ КПІ, Київ, Україна), І. Н. Прудиус («Львівська політехника», Львів, Україна), З. Райда (ВУТ, Брно, Чехія), О. І. Рибін (зам. головного редактора, НТУУ КПІ, Київ, Україна), В. І. Слюсар (ЦНДІ ОВТ ЗСУ, Київ, Україна), В. П. Тараненко (НТУУ КПІ, Київ, Україна), В. М. Шокало (ХНУРЕ, Харків, Україна), П. Еденгофер (БПІ, Бохум, Німеччина), Е. М. Ящишин («Варшавська політехника», Варшава, Польща).

## Відомі автори
- Тетельбаум Семен Ісакович
- Трохименко Ярослав Карпович
- Воскресенский Дмитрий Иванович[ru]
- Бакулев Пётр Александрови[ru]ч
- Слюсар Вадим Іванович
- Дубровка Федір Федорович